# Feliks Araszkiewicz
Feliks Araszkiewicz (* 14. Januar 1895 in Zamołodycze bei Włodawa; † 30. Mai 1966 in Lublin) war ein polnischer Literaturhistoriker. Er beschäftigte sich schwerpunktmäßig mit den Werken von Bolesław Prus.

## Leben
Araszkiewicz besuchte von 1904 bis 1905 das russische Gymnasium in Radom, von 1906 bis 1908 die polnische Privatschule in Biała Podlaska und anschließend von 1909 bis 1913 die Privatschule in Lublin. In dieser Zeit war er Mitglied der Organizacja Młodzieży Narodowej. Nach dem Abitur 1913 studierte er Polonistik an der Jagiellonen-Universität in Krakau und ab 1915 Russistik und Slawistik an der Universität Moskau. Zudem war er Mitglied der Polska Organizacja Wojskowa und von 1916 bis 1918 des Narodowy Związek Robotniczy.
Nach dem Ersten Weltkrieg kehrte er 1918 nach Polen zurück und lebte in Lublin, wo er von 1918 bis 1929 als Polnisch- und Geschichtslehrer arbeitete. Daneben legte er 1920 seinen Wehrdienst ab und promovierte 1924 an der Jagiellonen-Universität mit der Arbeit Bolesław Prus i jego ideały życiowe. Anschließend unternahm er 1925 eine Bildungsreise nach Italien. Ab 1929 arbeitete er für das Lubliner Schulkuratorium und war von 1934 bis 1938 Vorsitzender des Lubliner Vereins für Kulturarbeit (Lubelski Związek Pracy Kulturalnej). Während der deutschen Besetzung Polens lebte er im Dorf Ludwików und erteilte Unterricht im Untergrund.
Nach dem Zweiten Weltkrieg zog er wieder nach Lublin und arbeitete bis 1949 als Gymnasiallehrer. Daneben gab er Vorlesungen an der Katholischen Universität Lublin zur polnischen Fachdidaktik. Dort habilitierte er 1947 mit der Arbeit Bolesław Prus. Filozofia. Kultura. Zagadnienia społeczne und übernahm 1948 den Lehrstuhl für Literaturgeschichte. Von 1950 bis 1953 leitete er die Abteilung für Polnische Philologie an der Fakultät für Humanwissenschaften, deren Dekan er von 1953 bis 1954 war. Daneben war er von 1945 bis 1956 stellvertretender Vorsitzender des Lubliner Verbandes der Polnischen Literaten. Zudem war er Initiator und ab 1957 wissenschaftlicher Leiter des Bolesław-Prus-Museums in Nałęczów. 1961 wurde er als außerordentlicher Professor berufen und emeritierte 1965.

## Publikationen
- Bolesław Prus i jego ideały życiowe, 1925
- Hieronim Łopaciński 1860–1906, 1928
- Refleksy literackie. Studia, szkice, notatki, 1934
- Bolesław Prus. „Placówka”, 1946
- Pozytywizm polski. Wykład popularny, 1946; 2., erweiterte Auflage: 1947
- Problemat kultury religijnej w twórczości Bolesława Prusa, 1947
- Bolesław Prus. Filozofia. Kultura. Zagadnienia społeczne, 1948
- Dzieła i twórcy. Studia i szkice, 1957

## Auszeichnungen
- 1957: Ritterorden Polonia Restituta